# Патас
Патас (Erythrocebus patas) је врста примата (Primates) из породице мајмуна Старог света (Cercopithecidae).

## Распрострањење
Ареал патаса обухвата већи број држава у Африци.
Врста има станиште у Етиопији, Кенији, Танзанији, Сенегалу, Судану, Мауританији, Малију, Нигеру, Нигерији, Камеруну, ДР Конгу, Бенину, Буркини Фасо, Централноафричкој Републици, Чаду, Обали Слоноваче, Гани, Гвинеји Бисао, Сијера Леонеу, Тогу и Уганди.

## Станиште
Станишта врсте су шуме, саване, травна вегетација и пустиње.

## Угроженост
Ова врста је наведена као последња брига, јер има широко распрострањење и честа је врста.